# 田中保昭
田中 保昭（たなか やすあき、1945年5月16日 - 2024年1月20日）は、日本の実業家。
広島県出身。広島大学附属高等学校、武蔵大学経済学部経営学科卒業。1968年、広島銀行入行。1974年に大和重工に入社し、取締役、住宅機器営業本部営業部長を経て、1983年に代表取締役社長。広島運輸代表取締役社長、バスストップ代表取締役社長も兼任。2019年に取締役会長。
2024年1月20日死去。78歳没。